# Hablantes nativos de esperanto
Los hablantes nativos de esperanto (en esperanto, denaskuloj, literalmente, "innatos" o "desde el nacimiento") son personas que tienen este idioma como lengua materna, es decir, que lo han aprendido como primera lengua o como una de sus primeras lenguas en la infancia.
Según las cifras de Ethnologue, en 1996 había entre 200 y 2000 hablantes nativos de esperanto. Según una síntesis de 2019 de todas las estimaciones realizadas, estarían entre varios cientos y 2000, y compondrían entre <1% y 4,5% de la comunidad esperantista.
El lingüista finlandés Jouko Lindstedt, un experto en este tipo de hablantes, presentó un esquema que señalaba la cantidad de 1000 para este grupo.

## ¿De dónde surgen?
Provienen de familias donde se utiliza este idioma como medio principal de comunicación.
El caso más común es que los hablantes nativos procedan de progenitores que hablan idiomas diferentes por conocerse a través del esperanto y ser ésta su única lengua en común. Esto explica que los nativos de esperanto también sean bilingües o trilingües, o sea, hablantes nativos de varios idiomas. Además, no hay hablantes monolingües más allá de la edad de tres o cuatro años, porque en esa edad empiezan a socializar con personas fuera de la familia.
Es también muy frecuente que el nativo provenga de padres con una misma lengua materna. Normalmente uno de los padres, decide hablar en esperanto con el niño. Los motivos son muy diversos, como acelerar el aprendizaje de otros idiomas, desarrollar el cerebro tanto por la lógica del idioma como por la creatividad que permite enriquecer sus conocimientos y experiencias desde su nacimiento mediante encuentros con otros nativos y hablantes del idioma.
En otras parejas internacionales no se habla esperanto con los niños, porque prefieren transmitir sus idiomas nativos; además, a veces la pareja vive en un país con otro idioma y temen que cuatro idiomas sean demasiado.
Por otra parte, en algunos casos el esperanto no es realmente el primer idioma del niño, sino que fue aprendido con posterioridad. Es, probablemente, el caso de algunos de los que se consideran popularmente como hablantes nativos, y entre ellos los más conocidos: George Soros, el especulador financiero y filántropo de origen húngaro, el Premio Nobel de Medicina Daniel Bovet, o Petr Ginz, un joven checo que falleció en el Holocausto y uno de cuyos dibujos se ha hecho muy conocido. Las famosas ajedrecistas, las hermanas Polgar, Judit, Zsuzsa y Zsofia, también húngaras, fueron educadas por su padre mediante un método propio que incluía la enseñanza del esperanto.

## El idioma y el movimiento esperantista
El nivel de esperanto de los nativos es muy variable. No existen estudios científicos que comparen el nivel de dominio del Esperanto entre nativos y otros esperantistas, como puede ser los académicos de la lengua, congresistas o miembros de asociaciones esperantistas. Algunos nativos adquieren una total fluidez de la que otros carecen. Algunos nativos se incorporan al movimiento esperantista mientras que otros incluso lo abandonan totalmente. En general, incluso los mejores nativos no hablan mucho mejor que expertos esperantófonos, y por tanto, no tienen el rol de líderes del movimiento esperantista. Esto evidencia que el idioma esperanto no está inseparablemente ligado al movimiento esperantista, y los nativos del idioma son libres de hacer lo que quieran, en armonía con la Declaración de Boulogne que define a esperantista como cualquier persona que conoce y usa el idioma con cualquier propósito.

## Congresito Internacional Infantil
Existe un congreso llamado Internacia Infana Kongreseto ('Congreso Internacional Infantil') para las familias con niños hablantes nativos de esperanto. Acontece anualmente en el mismo sitio que el Congreso Universal, y es guiado por la sección Rondo Familia de la Asociación Universal de Esperanto.